# ファビオ・ビオンディ
ファビオ・ビオンディ（Fabio Biondi、1961年3月15日 - ）はイタリアのバロック・ヴァイオリン奏者、指揮者。1990年にエウローパ・ガランテ（Europa Galante、ピリオド楽器によるバロック・アンサンブル）を結成し、ヴィヴァルディの『四季』の録音などにおいて高い評価を得ている。

## 来歴
ファビオ・ビオンディは1961年3月15日にシチリア島のパレルモで生まれた。12歳でRAI交響楽団と協奏曲を演奏し、16歳の時には、ウィーン楽友協会でヨハン・ゼバスティアン・バッハのヴァイオリン協奏曲を演奏、その後、ピリオド楽器による弦楽四重奏団スタンダール・カルテット（Stendhal Quartet）を結成。またローマ音楽院ではヴァイオリンの首席に選ばれている。シャペル・ロワイヤル、ムジカ・アンティクヮ・ウィーン、イル・セミナリオ・ムジカーレ、グルノーブル・ルーヴルなどと共演を重ねた後、1990年にはエウローパ・ガランテを結成、以降ソロ・ヴァイオリン兼コンサートマスターとして同楽団を率いている。そのほか、鍵盤奏者とのデュオでも活動しているほか、指揮者やスタヴァンゲル交響楽団の芸術監督も務めている。

## 演奏の特徴
バロック・ヴァイオリンらしからぬ、独特のねばりある音色を持つ。

## エウローパ・ガランテ
ビオンディが1990年に結成したエウローパ・ガランテは、ピリオド楽器によるバロック・アンサンブルである。ギャラント様式に由来する名をもつこのアンサンブルは、オーパス111レーベルの事業化を計画中であったヨランタ・スクラ（Yolanta Skura）の提案により結成された。エウローパ・ガランテは結成後まもなく、バロック音楽再興の象徴として成功を収め、ヨーロッパで最も優れた最もスタイリッシュな楽団の一つとの評価を受けるに至っている。とりわけ1990年代初頭のアントニオ・ヴィヴァルディの『四季』の録音において、それまでになかった斬新な解釈を行い、古楽界に旋風を巻き起こした。

## 参考資料
- “Fabio Biondi”. Nippon Artists Management Inc..   日本アーティスト. 2021年6月10日閲覧。
- Oron, Aryeh (2001年8月). “Fabio Biondi (Conductor, Violin)”. Bach Cantatas Website. 2015年5月9日閲覧。
- Manheim, James. “Fabio Biondi | Biography & History”. AllMusic.   Netaktion. 2021年6月10日閲覧。
- Stevenson, Joseph. “Europa Galante | Biography & History”. AllMusic.   Netaktion. 2021年6月10日閲覧。